# Ліпкан Анатолій Васильович
Ліпкан Анатолій Васильович (нар.1 липня 1939, с. Липняжка Добровеличківського р-ну Кіровоградська обл. — пом. 29 січня 2025, м. Київ) — видатний український промисловець і меценат.

## Біографія
Життя батька забрала війна, тому вже з 6 років мусив працювати, аби допомагати матері. Майбутню професію здобував у Кіровоградському технічному училищі № 1 та Кіровоградському технікумі машинобудування.
Трудову діяльність розпочав на машинобудівному заводі в м. Новоград-Волинський. Працюючи водночас заочно навчався у Кіровоградській філії Харківського політехнічного інституту (1966 р.).
Пройшов шлях від робітника до начальника цеху і у 1974 році був призначений керівником Рожищенського заводу машинобудування. Під його керівництвом  підприємство багаторазово посідало перше місце у Всесоюзних соціалістичних змаганнях.
Успіхи молодого керівника були помічені вищим керівництвом, і у 1981 році він був направлений на навчання до Академії народного господарства при Раді Міністрів СРСР (1983 р.).
У 1983 році очолив виробниче об'єднання «Уманьферммаш» — генеральний директор (1983—2021 р.)
В час найгострішої кризи 1991 року, під його керівництвом об'єднання стало одним із провідних в Україні із виробництва сільськогосподарської  техніки та запчастин до неї. Кілька років  поспіль «Уманьферммаш» мало визнання «Кращий роботодавець року». У 1991—2019 роках підприємство побудувало близько тисячі квартир. Багато домівок безкоштовно отримали працівники об'єднання. Систематична меценатська допомога надавалася садочкам, школам та лікарням. ПАТ «Уманьферммаш» побудовано сучасний спортивний та дитячий комплекс, проведено реконструкцію центрального стадіону у м. Умань, який був безкоштовно переданий міській громаді.
Пішов з життя 29 січня 2025 року.

## Нагороди та відзнаки
Повний кавалер ордена «За заслуги» (1994, 2004, 2007), Орден князя Ярослава Мудрого 5-го (2011) та 4-го (2014) ступеня, медаль «За доблесний труд», «Ветеран праці», орден «Знак пошани».
Нагороджений Почесною грамотою Верховної Ради України за особливі заслуги перед українським народом, Заслужений машинобудівник України.
Почесний громадянин Черкащини, міст Умань та Рожище. За великий вклад у розбудову міста, одна з вулиць м. Рожище названа на честь Анатолія Ліпкана.